# Klaus Arp
Klaus Michael Arp (* 2. April 1950 in Soltau; † 4. Januar 2016 in Ludwigshafen) war ein deutscher Dirigent und Komponist.

## Karriere
Arp, der in einer Pastorenfamilie in Ratzeburg, Plön und dann im Hamburger Raum aufwuchs, studierte ab 1968 Klavier, Komposition und Dirigieren an der Hochschule für Musik und Theater Hamburg. In seinen Studienjahren leitete er auch eine Jazz-Combo und ein Ensemble für Minimal Music.
Von 1975 bis 1981 war er Assistent und Solopianist für Ballettaufführungen an der Hamburger Staatsoper, wo er auch erste Erfahrungen als Dirigent sammelte. Ab 1981 war er Erster Kapellmeister am Stadttheater Koblenz und der Rheinischen Philharmonie. Von 1987 bis 1995 war er Chefdirigent des Rundfunkorchesters Kaiserslautern des Südwestfunks. Als Gastdirigent war er international u. a. in Italien, Frankreich und Taiwan tätig und seit 1990 regelmäßiger Gast des Rundfunksinfonieorchesters der HRT Zagreb. Seit 1995 leitete er Opernaufführungen der Opera Company of Philadelphia, zudem dirigierte er regelmäßig Neujahrskonzerte in den USA und Kanada.
Von 1992 bis 2011 war Arp künstlerischer Leiter der Stiftung Villa Musica, seit 1993 Professor für Orchesterleitung und Leiter des Hochschulorchesters der Hochschule für Musik und Darstellende Kunst Mannheim. Von 2002 bis 2016 leitete er den Beethovenchor Ludwigshafen. 1988 wurde seine Oper Odysseus auf Ogygia, ein Auftragswerk zum 200. Jubiläum des Stadttheaters Koblenz, uraufgeführt. 2000 dirigierte er die Uraufführung seines Concertino für Violine und Orchester in Jekaterinburg mit Michail Zinman als Solisten; im Jahr 2002 wurde seine Quintessenz für Oboe/Englischhorn, Klarinette/Bassklarinette, Violine, Viola und Kontrabass in Moskau uraufgeführt. Große Aufmerksamkeit fand seine Kammeroper Friendly Fire, ein Auftragswerk der Neuköllner Oper in Berlin, das 2004 uraufgeführt wurde.
Arp war mit der Kostüm- und Bühnenbildnerin Ingeborg Bernerth verheiratet.